# La zona de interés (novela)
La zona de interés es la decimocuarta novela del autor inglés Martin Amis, publicada en 2014. Ambientada en Auschwitz, cuenta la historia de un oficial nazi que se ha enamorado de la esposa del comandante del campo. La historia la cuentan tres narradores: Angelus Thomsen, el oficial; Paul Doll, el comandante; y Szmul Zacharias, un Sonderkommando judío.

## Argumento
«Golo» Thomsen es un oficial de enlace de las SS que debe montar para IG Farben una fábrica. La novela comienza en agosto de 1942, cuando Thomsen ve por primera vez a Hannah Doll, esposa de Paul Doll, el comandante del campo (una versión ficticia de Rudolf Höss). Él se siente inmediatamente intrigado e inicia algunos encuentros con ella. Con el tiempo, su relación se vuelve más íntima, aunque sigue sin consumarse. A pesar de sus intentos de discreción, Paul Doll desarrolla sospechas. Hace que uno de los prisioneros del campo la siga y le informa que efectivamente hicieron dos intercambios de cartas. Mientras espía a Hannah en el baño (como lo hace habitualmente), Paul la observa leer la carta de Thomsen en secreto y con bastante entusiasmo, antes de destruirla. A partir de ese momento, su esposa lo desprecia cada vez más, burlándose de él brutalmente en privado y avergonzándolo en público. Paul decide encomendar a Szmul, un miembro del Sonderkommando desde hace mucho tiempo, el asesinato de su esposa. Lo hace amenazando con capturar a la esposa de Szmul, Shulamith. El asesinato está previsto que tenga lugar el 30 de abril de 1943, en la Noche de Walpurgis.
Luego, la narración salta algunos años hasta el final de la historia. En septiembre de 1948, Thomsen intenta encontrar a Hannah, que ha desaparecido. La encuentra en Rosenheim, donde conoció a su marido. Le cuenta lo que sucedió en la Noche de Walpurgis: en el momento en que se suponía que Szmul asesinaría a Hannah, se apuntó con el arma a sí mismo y le reveló la verdad. Luego, Paul Doll le disparó antes de que pudiera suicidarse. Thomsen le pregunta a Hannah si podrían volver a verse. Ella le dice que mientras en el campo de concentración él era para ella una figura de lo que era sano y decente, fuera del campo simplemente le recordaba la locura de su vida pasada. Desanimado, él regresa a Múnich pero dejando la posibilidad de un «hasta pronto».

## Estructura y temas
La novela se divide en seis capítulos y un epílogo. Cada uno de los seis capítulos se divide en tres secciones: la primera está narrada por Thomsen, la segunda por Paul Doll y la tercera por Szmul. El epílogo, denominado Lo que vino después, también se divide en tres secciones, todas ellas narradas por Thomsen, y cada una de ellas dedicada a una mujer diferente: primero Esther, luego Gerda Bormann y finalmente Hannah Doll.
Los estilos y modales de los tres narradores varían ampliamente. Thomsen es el protagonista de la novela, mayormente indiferente a los crímenes del campo hasta que se enamora de Hannah Doll. Su narración es la más razonable de las tres. El estilo de Paul Doll es más excéntrico y delirante que el de Thomsen. Está celosamente dedicado al esfuerzo nazi de genocidio y muestra una aterradora apatía ante los horrores del campo de concentración. Su creciente inestabilidad se magnifica cuando, durante sus cavilaciones, insiste en que es un hombre perfectamente normal y que actúa como lo haría cualquier otro hombre. A medida que la derrota alemana se vuelve inminente y afecta la moral de todos los que lo rodean, Doll hace una evaluación absurdamente distante de las consecuencias de la guerra. De los tres, Szmul es el más oscuro y su narración sirve como un pequeño epílogo para cada capítulo. Su tono es sepulcral y la mayor parte de sus pensamientos consisten en reflexiones incrédulas sobre sus acciones.

## Antecedentes
Ya en su novela La flecha del tiempo o la naturaleza de la ofensa (1991) Amis había abordado el tema del Holocausto. La novela relata la vida de un médico alemán en Auschwitz en cronología inversa.
En una entrevista con el periódico Frankfurter Rundschau Amis proporcionó informaciones sobre la motivación que había dado lugar a la novela: «Primero, permítanme dejar claro que no me senté con la intención de escribir una novela sobre el Holocausto o Auschwitz. Como todos mis libros, La zona de interés comenzó con una inspiración: un hombre conoce a una mujer en un entorno aparentemente inofensivo y se enamora de ella a primera vista. Entonces entran en escena tres horcas, y el lugar resulta ser uno que en realidad hace imposible la idea del amor […]. Las novelas sobre el Holocausto a menudo no lo son. Muchas se parecen más a meditaciones sobre el Holocausto o Auschwitz. La mayoría de ellos carecen de disciplina narrativa. Quería escribir algo que tuviera suspenso y elementos recurrentes, algo que formara una unidad temática y que se acercara más a mi idea de novela». 

## Recepción
Las críticas en los países de habla inglesa fueron en gran medida positivas,     y algunos la nombraron la mejor novela de Amis en 25 años, desde la muy aclamada London Fields.   Joyce Carol Oates, escribiendo para The New Yorker, describió la novela como «un compendio de epifanías, apartes consternados, anécdotas e historia radicalmente condensada», con Amis «en su forma más convincente como un viviseccionista satírico con una mirada fría y un bisturí inquebrantable».   Un crítico del Washington Post elogió el singular talento de Amis para las palabras y la narración del personaje Paul Doll como «una actuación cómica magistral». Las críticas negativas al libro mencionaron su trama anticlimática  y su erotismo abiertamente fuera de lugar.
La novela recibió una acogida reticente por parte de la crítica alemana. Esto se debió en parte a la cuestión de si una historia sobre el amor de un Obersturmführer de las SS por la esposa del comandante del campo de Auschwitz puede decirnos algo nuevo sobre el lugar más oscuro de todos, o tal vez deba ser vista simplemente como obscena.
Jens Jessen, Die Zeit, considera que si bien la empatía con la perspectiva de los perpetradores puede ser interesante desde un punto de vista literario, la puesta en escena de un amor trágico entre ellos, para los cuales Auschwitz se convierte en un destino bastante inofensivo, es simplemente absurda. 
Hans-Jost Weyandt, Der Spiegel indica que se trata de «una novela de entretenimiento paródica y exagerada […]. Que no rehúye el kitsch y la payasada, que busca el remate crudo y la caricatura burda […]. No se trata de un sacrilegio literario, sino más bien de un ejemplo que muestra los límites del arte de representación de Amis. Ese juego de coqueteo con lo ofensivo, practicado con éxito por Amis en el mundo anglosajón […]. Es el texto de un autor que acumuló una gran cantidad de conocimientos y especulaciones mientras trataba sobre Auschwitz […] pero no logró encontrar una postura narrativa». 
Judith von Sternbur, Frankfurter Rundschau, registró algunos momentos satíricamente brillantes, donde Amis «se burla» hábilmente de la ideología del Tercer Reich. Por otra parte, la trama le pareció demasiado lenta, el dibujo de los personajes superficial y lo que no debería trivializarse se cuenta y construye de una forma demasiado inofensiva, incluso sin control. 

## Premios y honores
- Premio Walter Scott 2015, preseleccionada [12]
- Premio al mejor libro extranjero 2015 [13]

## Adaptación cinematográfica
Jonathan Glazer adaptó muy libremente el libro a un largometraje con el mismo título (La zona de interés) que se estrenó en 2023. La película ganó premios en numerosos festivales, incluido el Gran Premio de Cannes. 